# Io, io, io... e gli altri
Io, io, io... e gli altri è un film del 1966 diretto da Alessandro Blasetti.

## Trama
Sandro, noto giornalista e scrittore, decide di condurre un'inchiesta sull'egoismo umano. Per alcuni giorni osserva i comportamenti delle persone che frequenta o che incontra occasionalmente. Inoltre, sentendosi anch'egli parte dell'inchiesta, esamina anche il proprio comportamento presente e passato a suon di flashback. Ricco di numerose scene che evidenziano come la vita quotidiana di tutti sia impregnata di egoismo e tutto quello che ne consegue.

## Distribuzione
È uscito nelle sale italiane il 16 febbraio 1966.

## Riconoscimenti
- David di Donatello 1966
  - Miglior regista